# Theodor Muhl

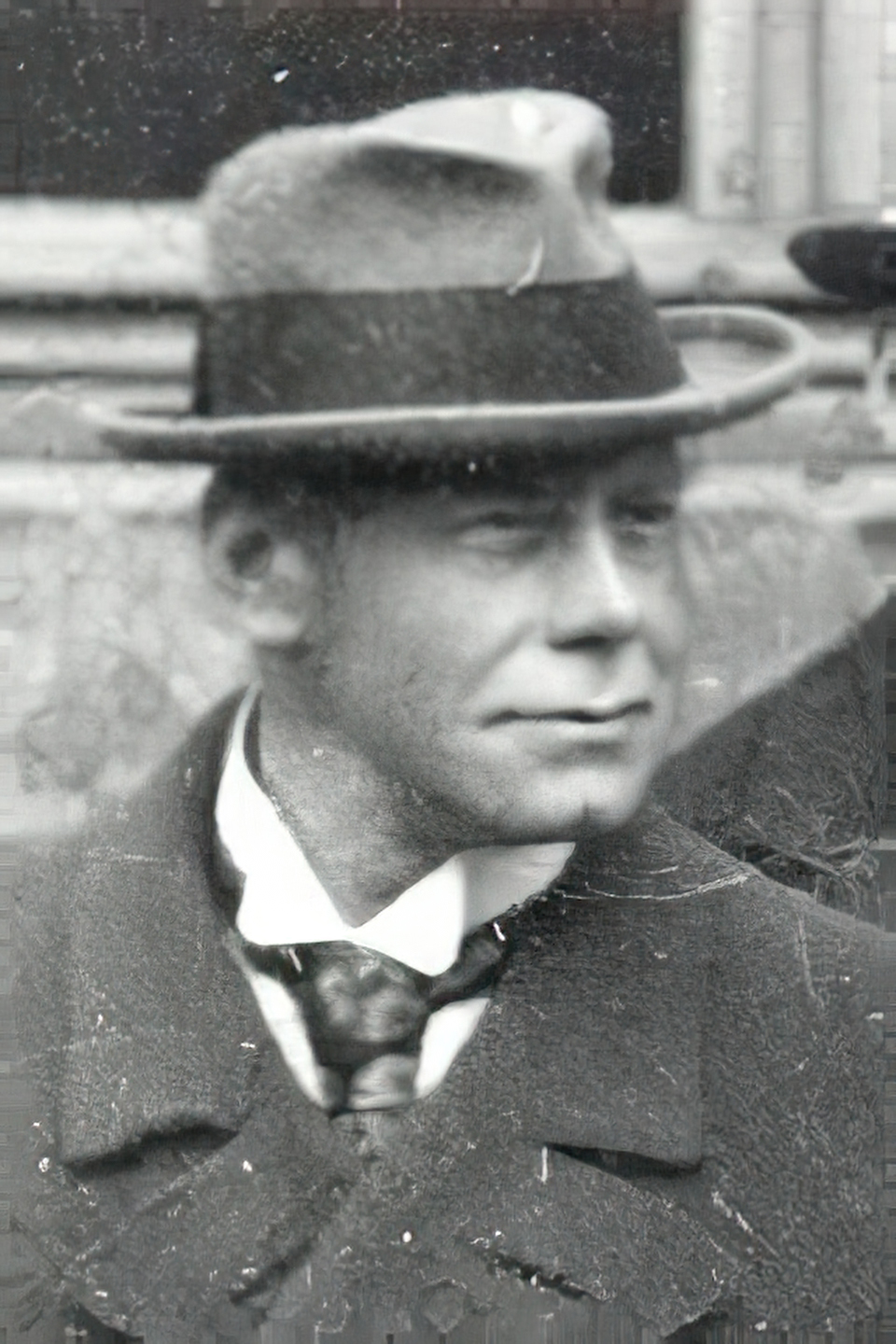
Theodor Muhl

Theodor Muhl (* 4. Mai 1866 in Gießen; † 27. April 1929 in Frankfurt am Main) war Kreisdirektor des Kreises Schotten im Großherzogtum und anschließend im Volksstaat Hessen.

## Familie
Sein Vater war der großherzoglich-hessische Geheime Regierungsrat, Abgeordneter in der Zweiten Kammer der Landstände des Großherzogtums Hessen und deren stellvertretender Präsident, Ernst Georg Carl Heinrich Muhl (1826–1897). Seine Mutter war Amalie Wilhelmine Elise Friederike (1840–1900), geborene Gilmer. Die Familie war evangelisch.
Theodor Muhl heiratete zwei Mal:

1.) 1896 Lucilde Livingston (1876–1929), Tochter des Rentiers Edwin Livingston in London. Die Ehe wurde 1921 geschieden.

2.) 1922 Helen Pohlmann, geborene Stern.

## Karriere
Theodor Muhl studierte Rechtswissenschaft. 1893 war er Regierungsassessor. Als Amtmann arbeitete er 1898 zunächst beim Kreis Lauterbach, war ab 1898 Vorstand des Polizeiamts Gießen, wechselte 1900 zum Kreis Bingen und 1906 zum Kreis Friedberg. 1907 wurde er zum Regierungsrat befördert. 1912 gehörte er zur Direktion der Provinz Rheinhessen und war gleichzeitig Stellvertreter des Kreisrates des Kreises Mainz. 1915 wurde er – zunächst kommissarisch – zum Kreisrat des Kreises Schotten ernannt und 1916 zum Oberregierungsrat befördert. 1917 erfolgte die endgültige Ernennung zum Kreisrat von Schotten und die allgemeine Aufwertung der Stellen der Kreisräte zu „Kreisdirektoren“. Die Novemberrevolution überstand er im Amt. 1919 wechselte er zur Direktion der Provinz Starkenburg und wurde gleichzeitig stellvertretender Direktor des Kreises Darmstadt. 1924 ging er in den einstweiligen, 1925 endgültig in den Ruhestand.